# Іван Дука Синадин
Іван Комнин Ангел Дука Синадин — аристократ і полководець Східної Римської імперії, Мега Стратопедарх за часів правління імператорів Михайла VIII Палеолога (1259–1282) та Андроніка II Палеолога (1282–1328).

## Життєпис
Іван Синадин з'являється на історичній арені в 1276/1277 роках, коли разом з великим коноставлом Михайлом Кабаларієм очолив армію проти правителя Фесалії Івана I Дуки. Візантійська армія була розгромлена в битві при Фарсалі, сам Іван Синадин потрапив у полон, а М. Кабаларій був убитий під час спроби втечі. 
І. Синадина було звільнено або викуплено з полону, і в 1281 році він брав участь у війні проти Анжуйського короля Угорщини й Хорватії в Албанії, яка призвела до перемоги Східної Римської імперії під Бератом (1280–1281).
1283 року брав участь в наступній кампанії проти Івана Дуки під проводом Михайла Тарханійота.
Пізніше Іван Синаден пішов у монастир з чернечим іменем Йоаким. Після його смерті (десь до 1328) його дружина Теодора Палеологиня, донька Костянтина Палеолога, зведеного брата імператора Михайла VIII, стала черницею під ім'ям Теодулія та заснувала монастир Матері Божої Надії у Константинополі. Типікон монастиря, автором якого здебільшого була Теодора, містить розкішні зображення членів родини.

## Родина
В шлюбі з Теодорою Іван Синадин мав чотирьох дітей, які були ще малими, коли він помер: 
- Іван Синадин, Мега-Коноставл.
- Єфросинія Синадина, пострижена в черниці, разом із матір’ю була засновницею монастиря Bebaia Elpis.
- N дочка, дружина Болгарського імператора Теодора Святослава.
- Теодор Синадин, Протостратор, відігравав велику роль в Імперії першої половини XIV століття.